# Fort Constantin (Coblence)
Le Fort Constantin est situé à l'extrémité de la colline d'Hunsrück dans un quartier de la ville de Coblence, il est une partie intégrante de l'ancienne forteresse de Coblence. Il a été nommé en l'honneur du frère du tsar Alexandre Ier de Russie, Constantin Pavlovitch. Il a été construit entre 1822 et 1827.
Le fort occupe l'emplacement de l'ancienne chartreuse. Depuis 2002, le Fort Constantin fait partie du Patrimoine mondial de l'UNESCO de la vallée moyenne du Rhin.